# Flicka
Flicka es una película estadounidense de drama y aventuras de 2006 dirigida por Michael Mayer y escrita por Mark Rosenthal y Lawrence Konner. Está basada libremente en la novela infantil My Friend Flicka (1941) de Mary O'Hara y el reparto está protagonizado por Alison Lohman, Maria Bello, Ryan Kwanten y Tim McGraw.
La novela había sido adaptada previamente a una película de 1943, distribuida por 20th Century Fox (quien también distribuyó esta nueva versión) y sirvió de inspiración para una serie de televisión homónima de 39 episodios desde 1956 a 1957. En esta versión (ambientada en el siglo XXI), el protagonista es una joven mujer (Lohman) y McGraw desempeñó como productor ejecutivo del álbum de la banda sonora. Tuvo un presupuesto de $15 millones y recaudó $21 millones en los cines de Estados Unidos y luego se convirtió en un éxito sorpresa en el mercado de DVD de los Estados Unidos; ganó más de $48 millones en ventas de DVD y más de $19 millones en alquiler de DVD y formato casero.
Una secuela independiente, Flicka 2, fue lanzada directamente en DVD el 4 de mayo de 2010, y otra secuela, Flicka: Country Pride, fue lanzada el 1 de mayo de 2012.

## Argumento
Katherine "Katy" McLaughlin (Alison Lohman) sueña con administrar el rancho de caballos de Wyoming de su padre Robert "Rob" McLaughlin (Tim McGraw), pero este tiene otros planes. Él está preparando a Howard (Ryan Kwanten), su hermano mayor, para que se haga cargo del rancho y enviar a Katy a una escuela privada donde se siente como una inadaptada. Rob tiene problemas para entender a su hija, ya que ella desafía continuamente su autoridad para seguir su propio camino.
Cuando regresa a casa para el verano, Katy se encuentra con la desaprobación de su padre porque no terminó una tarea de escritura en la escuela, pero es recibida por su madre Nell McLaughlin (Maria Bello) y Howard, quien este sueña con querer asistir a la universidad. Mientras monta un caballo en el rancho, Katy encuentra un mustang salvaje negro y siente una conexión con el caballo. Ella parte para domar a "Flicka" ("niñita" en sueco), a pesar de las protestas de su padre.
Flicka es capturada durante una redada y Rob le pide a Katy que no se acerque a Flicka. Decidida a demostrar que puede manejar el rancho, Katy comienza a entrenar a Flicka por la noche. Flicka lentamente se acerca a Katy y las dos desarrollan un estrecho vínculo. Sin embargo, Rob vende a Flicka al rodeo, dejando a Katy devastada, mientras que Nell y Howard están furiosos con Rob por tomar la decisión de venderla sin incluirlos en su participación. Howard luego se enfrenta a su padre y dice que no quiere el rancho, pero Rob se niega a recuperar a Flicka. A su vez en respuesta, Howard y Nell se niegan a ayudar a Rob con el rancho (que ahora está considerando vender), ya que Howard no lo quiere tener en sus manos. Mientras tanto, Katy comienza a escribir sobre Flicka para escapar de su dolor.
En el rodeo, Howard y Katy participan en la competencia en la que se está utilizando a Flicka, con la esperanza de recuperar el caballo. Flicka huye de Katy hasta que la joven la llama por su nombre. Rob intenta intervenir y Katy se congela al verlo, pero Howard convence a su hermana de que monte a Flicka y ambas ganan el rodeo para poder escapar. Katy se pierde en las montañas y permite que Flicka se dirija hacia el rancho. La familia se reconcilia y empiezan a buscar a Katy mientras se acerca una feroz tormenta. Por otro lado, Katy y Flicka son atacados por un puma y Flicka sale disparada, tirando a Katy al suelo y el puma intenta a atacarla; Flicka protege a Katy, pero resulta gravemente herida en el proceso. Katy venda las heridas de Flicka y se niega a dejarla en la tormenta, lo que le provoca fiebre. Rob los encuentra a los dos y trae a Katy delirante de regreso a la casa. A medida que su fiebre aumenta, Katy llama a Flicka mientras Nell la atiende. Rob cree que Flicka está mortalmente herida y cree que debería ser sacrificada. Al escuchar la discusión, Katy, aturdida, entra a trompicones en la habitación y le da permiso a su padre para "dispararnos ahora".
Rob sale de la habitación y comienza a llorar cuando finalmente comprende los sentimientos de su hija, su dolor y la persona orgullosa y egoísta que había sido con su familia a lo largo de los años. Se escucha un disparo y Katy rompe en llanto, pensando que Flicka está muerta. A la mañana siguiente, Nell encuentra a Rob caminando de regreso a la casa, apoyando a una Flicka herida. Ella sale corriendo para ayudar y descubre que el disparo fue de él disparando al puma. Ambos están atónitos de que Flicka esté viva y deciden no sacrificarla, mientras que la fiebre de Katy se rompe y comienza a recuperarse. Mientras cuida a su hija, Rob empieza a leer la historia que Katy había estado escribiendo sobre Flicka, finalmente escribe la historia y la envía a la escuela para que Katy pueda aprobar el año. Cuando Katy se despierta de la fiebre, ella y Rob se reconcilian y él la lleva a ver a Flicka. Rob se disculpa con Howard y le da su bendición, mientras este último se prepara para irse a la universidad. Como familia, deciden no vender el rancho, convirtiéndolo en un rancho de trabajo y un refugio para mustangs salvajes.

## Elenco
- Alison Lohman como Kaherine "Katy" McLaughlin.
- Tim McGraw como Robert "Rob" McLaughlin.
- Maria Bello como Nell McLaughlin.
- Ryan Kwanten como Howard McLaughlin.
- Danny Pino como Jack.
- Dallas Roberts como Gus.
- Kaylee DeFer como Miranda Koop.
- Jeffrey Nordling como Rick Koop.
- Dey Young como Esther Koop.
- Nick Searcy como Norbert Rye.
- Buck Taylor como Wagner.

## Estreno
Flicka fue estrenada en cines el 20 de octubre de 2006 por 20th Century Fox. Fue lanzado en DVD el 6 de febrero de 2007 por 20th Century Fox Home Entertainment.

## Banda sonora
El 17 de octubre de 2006 se lanzó un álbum con la banda sonora.

## Recepción
Flicka recibió críticas mixtas a negativas por parte de críticos y fanáticos de la película original de 1943 y su novela. El sitio web Rotten Tomatoes le dio a la película una calificación de aprobación del 53% según 79 reseñas, con una calificación promedio de 5.70 de 10. El consenso del sitio dice: "El protagonista rebelde reunirá a niñas y niños, pero los adultos pueden encontrar a Flicka cargado de personajes delgados, diálogos exagerados y una trama que se adentra en el campo y nunca regresa". En Metacritic, la película tiene una puntuación de 57 sobre 100, basada en 21 críticos, lo que indica "críticas mixtas o promedio". Las audiencias encuestadas por CinemaScore le dieron a la película una calificación promedio de "A-" en una escala de A+ a F.
Esta versión de la serie de libros y películas My Friend Flicka tuvo una recepción mixta a negativa, elogiando las actuaciones de Tim McGraw y Maria Bello, pero criticando la película por su guion, carente del drama adolescente clásico, trama en comparación, narración, personajes no oficiales (que son ni siquiera autorizado en los libros y en las películas originales), blasfemias leves, estereotipo de niña caballo, cambio del color del pelaje de Flicka de castaño a negro y la eliminación del protagonista oficial y niño de 10 años Kenneth "Ken" McLaughlin de la historia por en cambio, un personaje principal femenino no oficial, a diferencia de la franquicia cinematográfica original de 20th Century Fox y sus libros.
Todd McCarthy de Variety elogió la película como "maravillosa", la calificó como "la mejor película de un caballo y un niño desde The Black Stallion" y "un drama para adultos jóvenes que suena emocionalmente real, sin tocar una nota fabricada" que es "agudamente observado y actuado". De manera similar, Stephen Hunter en The Washington Post lo describió como "un drama familiar bien hecho, dirigido a adultos jóvenes que es honesto, duro y sorprendentemente atractivo" mientras elogiaba las actuaciones de McGraw, Bello y Lohman. En el Toronto Star, Daphne Gordon también elogió a Lohman, afirmando que ella "hace que valga la pena verlo todo", pero admitiendo que "hay algunas fallas en el guion que hacen que el drama parezca exagerado y manipulador".
Por otro lado, Andrea Gronvall no quedó impresionada por Lohman mientras escribía para el Chicago Reader, calificó su actuación de "alternativamente estridente y malhumorada" y consideró que la película era "otro error de cálculo" por parte del director Michael Mayer. Escribiendo para The New York Times, Manohla Dargis también se burló de la actuación "puchera" de Lohman y etiquetó la película como "entretenidamente ridícula" con "partes [que] nunca se unen dramáticamente". Toddy Burton del Austin Chronicle estaba menos decepcionado con Lohman, admitiendo que ella "tiene un par de momentos emocionalmente verdaderos", pero finalmente sintió que "la trama delgada y la ausencia de emoción genuina dan como resultado una experiencia cinematográfica que implica mucho asombro".

## Muertes de animales
Dos caballos murieron durante la producción de esta película. La primera muerte ocurrió en Big Sky Ranch en Simi Valley, California, el 11 de abril de 2005 durante una escena de carrera. Según la Asociación Humanitaria Estadounidense (AHA), el caballo se rompió la pata después de un paso en falso y sufrió una lesión muy rara que requirió la eutanasia del animal. El informe de la AHA concluyó que "la muerte fue accidental y no se pudo haber predicho ni prevenido". El segundo caballo murió dos semanas después, el 25 de abril, en el Centro Ecuestre Hansen Dam en el Valle de San Fernando. Los informes tanto de la AHA como del Departamento de Servicios para Animales de Los Ángeles concluyeron que durante el rodaje de una escena que involucraba a cuatro caballos, uno de ellos se soltó del vaquero que sostenía la cuerda principal y, después de haber estado suelto durante unos 20 segundos, el caballo cambió de dirección y tropezó con la cuerda de plomo reglamentaria de 13 pies y cayó al suelo, rompiéndose el cuello y muriendo instantáneamente. Como el accidente no habría ocurrido si el caballo no se hubiera soltado, el Departamento de Servicios para Animales de Los Ángeles concluyó que el accidente se había evitado. Sin embargo, después de una investigación, la AHA declaró que las muertes no fueron culpa de los cineastas.

## Secuelas
Una secuela, Flicka 2, se lanzó directamente en DVD el 4 de mayo de 2010. La secuela incluye un elenco y una lista de personajes completamente nuevos y no es una continuación directa de Flicka. El elenco presenta a Patrick Warburton, Tammin Sursok y Clint Black. La película fue dirigida por Michael Damián. Otra secuela, Flicka: Country Pride, fue lanzada el 1 de mayo de 2012. Con Damian regresando como director, también presenta a Clint Black, junto con Kacey Rohl, la esposa de Black, Lisa Hartman-Black, Max Lloyd-Jones, Siobhan Williams, Laura Solties y Alexander Calvert. Cuando se le preguntó si la franquicia Flicka podría seguir a las franquicias de Air Bud, Beethoven y Marley & Me con su charla sobre animales, Damian respondió: "No lo creo. Pero sabes, nunca digas nunca, porque nunca sabes lo que sucederá. Cosas más extrañas han pasado. Estoy abierto a todo".